# Olha Bajtaljuk
Olha Oleksijiwna Bajtaljuk (ukrainisch Ольга Олексіївна Байталюк, * 29. Mai 1955 in Wizebsk als Olha Kolkowa) ist eine ehemalige sowjetische Ruderin.

## Biografie
Olha Bajtaljuk war Teil der sowjetischen Crew, die bei den Olympischen Sommerspielen 1976 in Montreal Silber in der Regatta mit dem Achter gewann. Zur Besatzung gehörten neben Bajtaljuk auch: Ljubow Talalajewa, Nadeschda Roschtschina, Klavdija Koženkova, Nadeschda Roschon, Olena Subko, Olha Husenko, Nelli Tarakanowa und Steuerfrau Olha Puhowska.